# Pablo Oñate
Pablo Oñate ist ein spanischer Politikwissenschaftler, der seit 2007 als Professor an der Universität Valencia forscht und lehrt. Er war von 2005 bis 2013 Generalsekretär der Spanischen Vereinigung für Politikwissenschaft (Asociación Española de Ciencia Política y de la Administración), von 2013 bis 2019 Präsident der European Confederation of Political Science Associations (ECPSA) und amtiert seit 2023 als Präsident der International Political Science Association (IPSA).

## Leben
Oñate hat ein Studium der Rechtswissenschaft abgeschlossen und wurde 1996 an der Autonomen Universität Madrid in Politikwissenschaft promoviert. Er publizierte über politische Parteien, Wahlen und Wahlsysteme, politische Repräsentation, politische Eliten und mehr. Er war Gastwissenschaftler an verschiedenen Universitäten in den USA, dem Vereinigten Königreich, Mexiko, Bolivien und Spanien, darunter der George Washington University, der University of Oxford sowie der Nationalen Autonomen Universität von Mexiko.
Er war institutioneller Berater und internationaler Wahlbeobachter in Bosnien-Herzegowina, Myanmar und mehreren lateinamerikanischen Ländern. Auch staatliche spanische Institutionen wurden von ihm beraten. Oñate war außerdem akademischer Direktor der Ortega y Gasset-Marañón-Stiftung (Fundación José Ortega y Gasset-Gregorio Marañón).